# حملة سيرو جوميز الرئاسية 2022

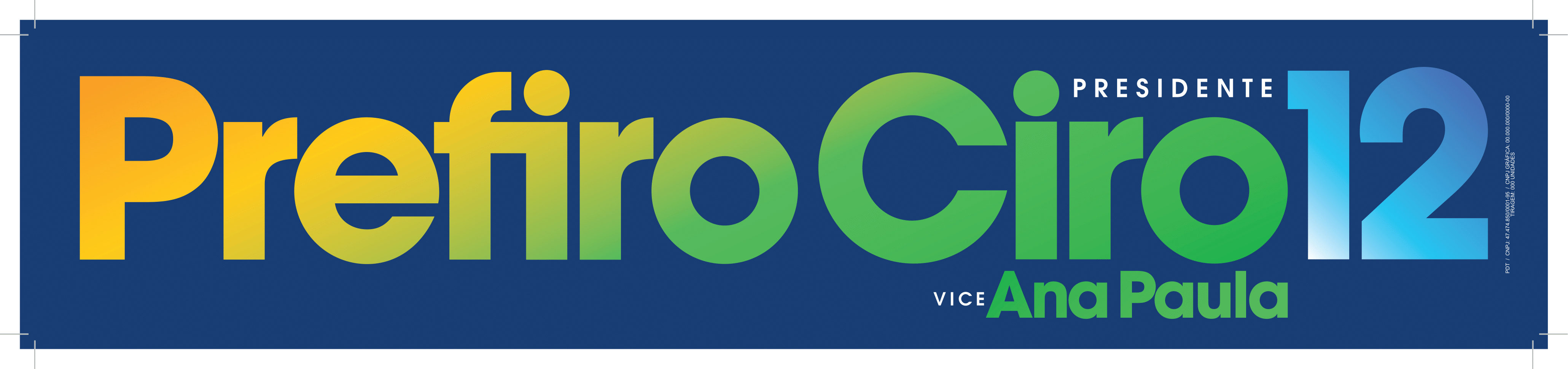
شعار الحملة الانتخابية.

حملة سيرو جوميز الرئاسية 2022 أطلقت رسميًا في 20 يوليو 2022 في برازيليا عاصمة البرازيل. كانت النائبة على تذكرة الترشيح آنا باولا ماتوس.

## مرشح الرئاسة
في 21 يناير 2022 عقد سيرو جوميز إطلاق ترشيحه المسبق لرئاسة البرازيل في برازيليا. في هذا الحدث دافع من بين مقترحات أخرى عن إعادة تصنيع البرازيل وسياسة مالية لتعزيز قدرة الدولة على تحفيز الاستثمارات خارج سقف الإنفاق.

## الترشح للرئاسة
وافق حزب العمل الديمقراطي في 20 يوليو 2022 على ترشيح الحاكم السابق في المؤتمر الوطني للحزب في برازيليا. سيرو جوميز الذي يحاول للمرة الرابعة الوصول إلى قصر بلانالتو. بعض من هؤلاء المرشحين لمنصب نائب الرئيس كانوا أعضاء مجلس الشيوخ ليلى باروس والعميد السابق لجامعة ساو باولو سولي فييرا. في 5 أغسطس 2022 أعلن حزب العمل أن آنا باولا ماتوس نائبة عمدة سلفادور ستكون نائبة الرئيس على التذكرة.
عشية الانتخابات كان هناك تحرك على وسائل التواصل الاجتماعي من قبل السياسيين والفنانين والحلفاء السابقين لحمل سيرو على التخلي عن ترشيحه لصالح تصويت مفيد للمرشح لولا دا سيلفا في الجولة الأولى، وهو ما رفضه المرشح.

## النتيجة
حصل جوميز على 3.597.503 صوت أي ما نسبته 3,05% من مجمل أصوات الناخبين في الانتخابات الرئاسية وبذلك يخرج من جولة الإعادة الثانية.